# Арсич, Владимир
Владимир Арсич (серб. Владимир Арсић, род. 27 октября 1947, Релинац, СФРЮ) — сербский генерал и военный деятель, военачальник Войска Республики Сербской в период войны в Боснии и Герцеговине.

## Биография
Владимир Арсич родился 27 октября 1947 года в селе Релинац в общине Гацко в семье Ратко и Любицы Арсич. Получив среднее образование, он поступил в Пехотную подофицерскую школу в Сараеве, которую окончил в 1966 году. В 1971 году он также окончил Военную академию Сухопутных войск, а в 1985 году — Командно-штабную академию Сухопутных войск. Служил в гарнизонах в Мостаре, Сараеве, Мариборе, Баня-Луке и Приедоре.
Начало распада Югославии встретил в звании подполковника на должности командира полка. В 1992 году ему было присвоено звание полковника, а в 1995 году — генерал-майора.
15 мая 1992 года присоединился к Войску Республики Сербской. На протяжении всей войны в Боснии и Герцеговине командовал 9-й Оперативной группой 1-го Краинского корпуса. На этой должности оставался вплоть до своего ухода на пенсию в 1997 году.
Женат. Отец двоих сыновей.

## Награды
- Югославия Орден за военные заслуги с серебряными мечами
- Югославия Орден труда с серебряным венком
- Югославия Орден народной армии с серебряной звездой
- Республика Сербская Звезда Карагеоргия